# Robert Fauria i Danés
Robert Fauria i Danés és un polític català, exalcalde de Sant Hilari Sacalm (La Selva) i expresident del Consell Comarcal de la Selva que va deixar ambdós càrrecs el 26 de març de 2013 per la seva implicació en el cas Manga, una investigació sobre corrupció derivada de l'Operació Pokémon, amb epicentre a Galícia. Actualment està imputat per suborn, tràfic d'influències, malversació de fons públics i falsificació documental. Per tal de no entrar a la presó degut als càrrecs del que se l'acusen va pagar una fiança de 30.000 €.